# پل کانلون (بازیکن فوتبال)
پل کانلون (انگلیسی: Paul Conlon؛ زادهٔ ۵ ژانویهٔ ۱۹۷۸) بازیکن فوتبال اهل بریتانیا است.